# 天文台环路一号
天文台环路一号（英語：Number One Observatory Circle）是美国副总统的官邸。它位于美国华盛顿特区美国海军天文台的东北开阔地，始建于1893年。到了1928年，由美国海军作战部长接收了这套房子，直至1974年这里一直是海军作战部长的官邸。1973年，美国国会批准将此处改建为副总统的官邸，其翻新和装修的费用国会授权联邦政府支付，然而该房产是临时征用，时至今日这里依然是“美国副总统的临时官邸”。
尽管从1974年9月开始，天文台环路一号成为美国副总统的临时官邸，但两年之后仍然没有一位美国副总统全天居住在这里；原副总统杰拉尔德·福特在接收这套房子之前就已经继位成为美国总统，而其副总统纳尔逊·洛克菲勒仅仅将这里当作他的休闲场所，因为他在华盛顿特区还有一处更加安全可靠的住所，然而他向这套房子捐赠了价值数百万美元的家具。直至下一任政府的沃尔特·蒙代尔成了第一位搬入并全天居住在这里的副总统。自此以后，历任美国副总统都居住在这里，并在入住之前进行一定程度的装修。

## 建筑历史

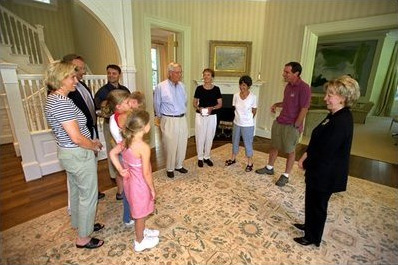
天文台环路一号门厅。时任美国副总统夫人琳恩·切尼在此接见了前副总统沃尔特·蒙代尔的亲戚。蒙代尔是首位入住天文台环路一号的美国副总统。

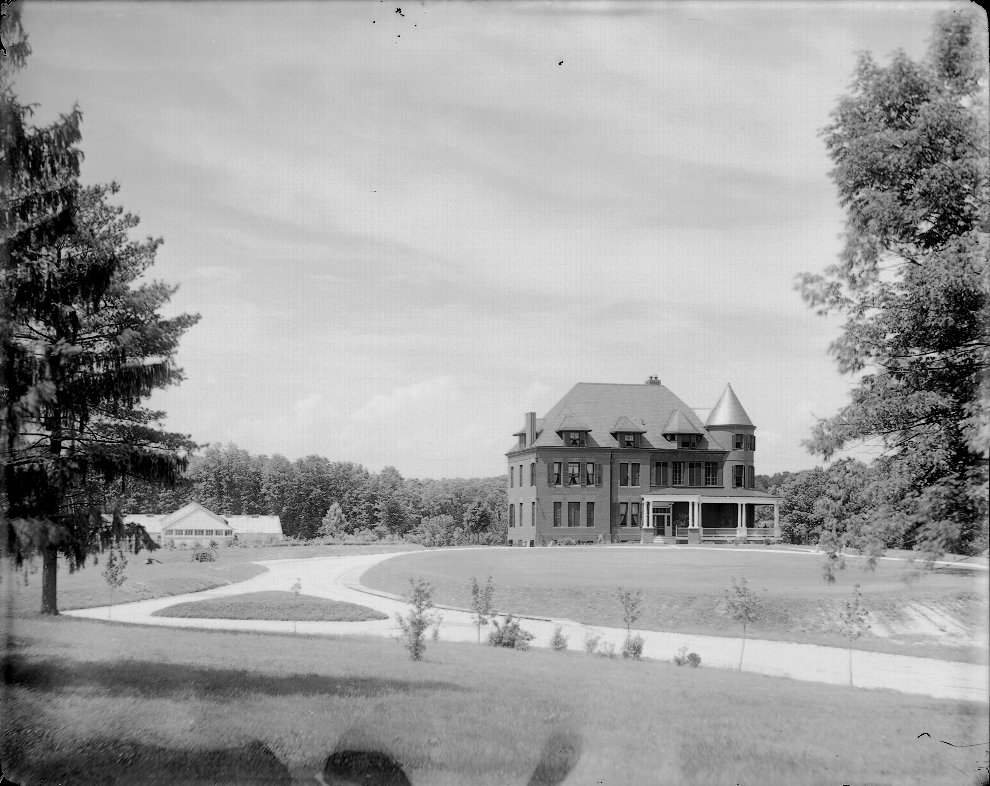
1895年时的天文台环路一号。整体为安妮女王风格的红色陶瓦建筑，外部并未上漆。1961年，该建筑外表被粉刷为白色。

天文台环路一号由建筑师莱昂·德赛兹负责设计，于1893年竣工。当时，这栋建筑物的造价为20,000美元；这相当于2019年的569,111美元。天文台环路一号最早是供美国海军天文台的负责人居住。天文台环路一号建在面积约为13英畝（5.3公頃）的空地上；这里原本属于一个名叫诺斯维尔（Northview）的农场，农场整体占地73英畝（30公頃），于1880年被美国海军购下。天文台环路一号竣工的同年，美国海军天文台从雾谷搬迁至该地；此后，先后有12名天文台负责人居住在这个当时被称为“台长府”的建筑里。1928年，随着《第630号公共法》（Public Law 630）的通过，国会将这栋建筑拨给美国海军作战部长使用。1929年6月，查尔斯·弗雷德里克·休斯成为这栋建筑的的首位海军作战部长住户；而这里也被改称为“海军上将府”。在接下来的45年中，这里一直是理查德·亨利·李、切斯特·威廉·尼米兹、埃尔默·朱墨沃尔特等海军上将的住所。天文台环路一号最初是一栋外表为红色的建筑；1960年，它被粉刷成羽毛灰色；而到1963年则被粉刷成白色，但却带有黑色的百叶窗；现在，它又被粉刷成了乳白色。
1966年，因应时任美国总统约翰·肯尼迪的刺杀事件，美国国会制订了一项法律，该法“为美国副总统在华盛顿特区建立一栋官邸”并批准“美国海军天文台10英亩土地”用作此目的；确切的位置由问责署与海军随后确定。在越南战争结束后，当资金到位时，便开始建造该官邸。而在此期间，特勤局为当时的美国副总统休伯特·汉弗莱、斯皮罗·阿格纽和杰拉尔德·福特等人的私人住宅进行了造价昂贵的升级。阿格纽辞职前仅仅在他的住所居住了三个月，随后他就以高价出售了他的房子。而他房子被高价出售的原因就在于特勤局对房屋的改造，例如增设了特勤局的执勤宿舍、围栏和新车道等。此事还导致了一个小规模的丑闻，经过调查显示，立即为新任副总统建立专属官邸的费用远低于对他们现有私人住在的升级费用。

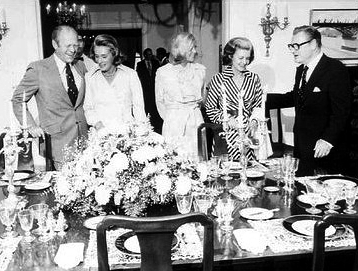
时任美国副总统纳尔逊·洛克菲勒（右一）及夫人玛格丽塔·墨菲（左二）于1975年9月7日在海军天文台宴请时任美国总统杰拉尔德·福特（左一）及夫人贝蒂（右二）和女儿苏珊（正中）。

1974年7月，美国国会通过一项新法案，将海军上将府指定为“美国副总统的临时官邸”，并从当时的海军作战部长任期期满后生效。稍后在尼克松总统宣布辞职下台并在海军作战部长搬家至海军工厂的A号宿舍后，便在当年秋季开始着手将海军上将府改造为副总统的临时官邸。
天文台环路一号于1975年9月正式作为美国副总统的官邸並投入使用。但当时的美国副总统纳尔逊·洛克菲勒却选择住在自己的私人大宅里，而将这里视为自己的娱乐场所。1977年11月，沃尔特·蒙代尔成为第一个搬入这里居住的美国副总统。此后，历任美国副总统在任职期间都居住在这里。
当时并没有修建新的副总统官邸，而是将原有的天文台环路一号进行改造升级。1976年，美国海军花费276,000美元对22个窗户单元进行改造，加设了蒸汽加热设施；同时还加装了中央空调。1980年，原本漏水的屋顶换成了石板瓦。老布什担任副总统期间，他在1981年入住天文台环路一号之前募集了187,000美元用于更新地毯、家具及室内装潢。次年，美国海军花费34,000美元用于门廊及屋顶的翻修；并花费225,000美元用于修理以漏水而损坏的内外墙；最后还花费8,000多美元来增建一个小型主卧室。1989年，新任副总统丹·奎尔推迟了一个月入住副总统官邸，因为当时动用了30万美元对这里进行大规模改造。这其中包括对第三层楼的改建，增设适用于儿童的卧室，方便轮椅使用的通道及入口和对副总统浴室的升级。1989年，天文台环路一号增加了一个果岭；1991年又增加了一个游泳池、热水浴池和泳池畔小屋，而以上则是由私人捐赠的资金进行修建。一间大约525平方英尺（48.8平方）的天窗体能锻炼屋被加设在屋顶上。在这段时间内，天文台环路一号也加强了许多安全措施。

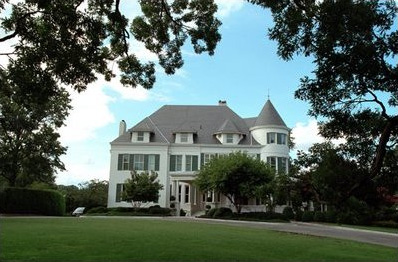
2001年的天文台环路一号

到了1991年，负责维护天文台环路一号的美国海军意识到美国国会可能永远不会在这栋名为“海军上将府”的隔壁修建真正的永久副总统官邸，故而他们决定对天文台环路一号进行重大改建和维修。即将入住的美国副总统阿尔·戈尔同意推迟六个月入住，以便于对这栋建筑进行自1974年以来最大的翻新。这项耗资160万美元的维修工作包括更换原有的供暖、空调与管道系统、拆除石棉结构、重新布线、更新通风设备、修复门廊，并对二楼的家庭设施进行了升级。

## 建筑样式

### 安妮女王风格

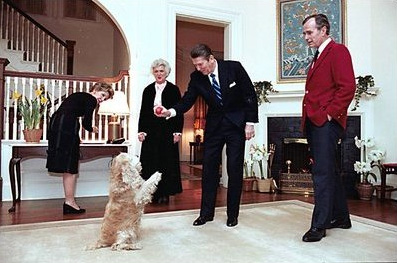
时任美国总统罗纳德·里根与夫人南希在天文台环路一号拜访了时任副总统的老布什及夫人芭芭拉。

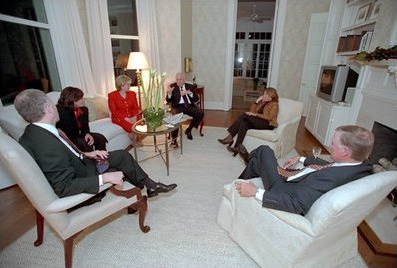
天文台环路一号图书馆。时任美国副总统迪克·切尼与夫人琳恩于2001年12月4日在天文台环路一号的一楼图书馆接见时任副总统幕僚长路易斯·利比（左一）及夫人哈莉特·格兰特（右二）与前美国副总统丹·奎尔（右一）及夫人玛莉莲·奎尔（左二）。

天文台环路一号采用安妮女王风格进行修建，这是一种流行于19世纪下半叶的建筑风格。安妮女王风格式建筑的显著特点就是楼层平面的不对称性；一系列的房间相互开放，而不是通过一个中央大厅相通；圆形的塔楼式房间；壁炉旁的壁炉架；以及环绕底楼的宽阔门廊，而这一切都可以在天文台环路一号中找到。
天文台环路一号刚刚建成时，建筑外观是赤红色的陶土砖。木质饰板上涂成温暖的腻子灰色，而木制门廊则采用腻子灰色与白色的搭配组合。窗框与直框也涂成相同的灰色，百叶窗则被漆成橄榄绿色。内部装潢最初是海军天文台台长的个人陈设，后来更换成海军作战部长的个人陈设。根据一些展示室内装饰的照片显示，天文台环路一号当时陈列了包括“伊斯特莱克风格”在内的各种19世纪中产阶级流行风格的家具。
到了20世纪的前十年，维多利亚风格开始变得过时。许多最初用砖建造的房屋或用经过繁复油漆木材建造的房屋都被涂成了白色，从而使得建筑风格变得简约化或“殖民风格化”。这种情况经常发生在室内及室外装潢上，大量由桃花心木、四分之一锯切橡木、美洲栗木制成的木工建筑材料经常被涂成白色，以“减轻”房间的感觉使得更具现代感。1961年，建筑的外墙被粉刷成白色，迄今仍保留这种色调。

### 1974年翻新
针对天文台环路一号的1974年翻新工程主要是对建筑系统进行了更新和升级，并通过拆除内墙的方式来扩建了一部分房间的面积。作为此次翻新工程的一部分，内部装潢的主色调被确定为白色，墙壁则大多数采用了中性色调的墙板。这次翻新很少考虑到建筑内部和外部的历史保护，也没有试图恢复建筑在早期使用时的室内空间外观。但还是保留建筑外部在1961年时所采用的白色外观，同时也恢复了二层在1895年照片中的百叶窗。

### 室内装潢

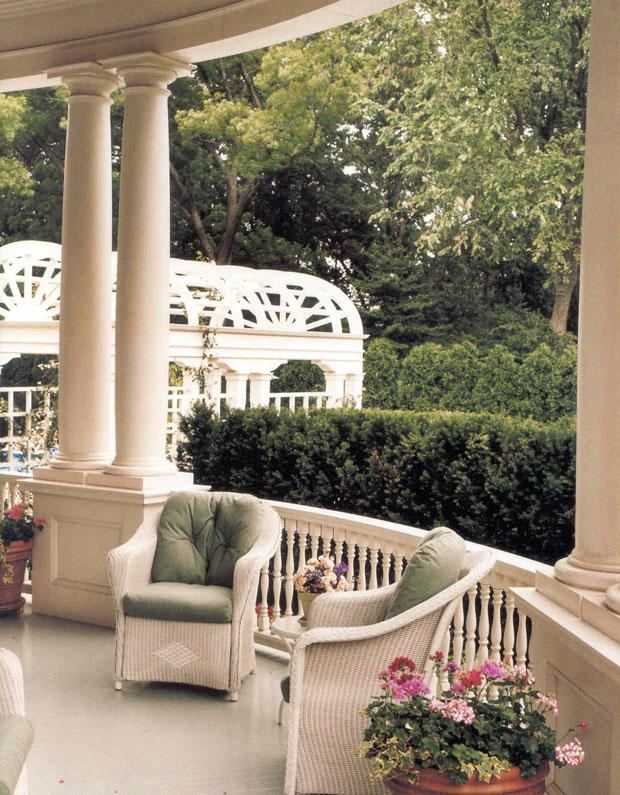
天文台环路一号房前的宽阔门廊，于副总统阿尔·戈尔时期修建。

经过1974年的翻新之后，天文台环路一号内部使用的家具风格多为20世纪时对殖民风格或联邦风格家具作品的复制品。但是一个比较明显的例外风格是纳尔逊·洛克菲勒所使用的床，这是由马克斯·恩斯特所设计的。这张床被称为“鸟笼”床，整体具有希腊三角楣饰的风格；而踢脚板则是三角楣饰的低配版本。雕刻成类似橄榄树或月桂树的叶子包裹着床柱，而美国副总统印章则被融入到床头板设计中。洛克菲勒夫妇曾两次将这张床捐赠给天文台环路一号，但均被时任美国副总统的老布什和丹·奎尔婉拒了。在拜访芭芭拉·布什时，洛克菲勒夫人再次向布什夫人表示愿意将这张床提供给她，但芭芭拉却说，“您在这个家里总是最受欢迎的，但是您真不需要自己带床来。”不过洛克菲勒夫妇的确给天文台环路一号留下了一些物品，这包括一副名为《伟大的无知者（The Great Ignoramus）》的版画、几件韩国和日本的古董柜子，以及近十几件其他作品。
当蒙代尔夫妇入住天文台环路一号后，副总统夫人琼·蒙代尔为这里带来了颜色更为饱和的室内装潢风格和墙壁色调，以及当年带艺术。与洛克菲勒夫妇一样，蒙代尔夫妇也将一些亚洲古董带入这里。老布什夫妇与室内装修师马克·汉普顿合作，为天文台环路一号加入了青瓷色、青橙绿色和浅蓝色等色调。奎尔夫妇去掉了青橙绿色，而用米色替代。戈尔夫妇则对室内进行了彻底的装修，增加了新的餐桌，也为图书馆增加了新家具；同时还对地面和门廊进行了大翻新，使其更加适合户外运动。而在切尼夫妇搬入之前，对空调和暖气进行了一些立即的必要整修，并对室内重新进行了粉刷。切尼夫妇在搬入之后，也带来了几件当代艺术品。
台环路一号整体是一栋三层结构紧凑的砖砌建筑，于1893年7月竣工。天文台环路一号占地39乘77英尺（12乘23），共计面积9,150平方英尺（850平方）。一楼是接待厅、起居室、客厅、阳光门廊、餐厅和小厨房，后来在北侧增加了洗手间。二楼有两间卧室、一个书房和一个私室。三楼原本是阁楼，用于仆人的宿舍和储藏空间。厨房、洗衣房及其他储藏室一起放在地下室。

### 地下掩体
2009年5月17日，《新闻周刊》上一篇由埃莉诺·克里夫特（Eleanor Clift）撰写的报道称，时任副总统乔·拜登透露，天文台环路一号的建筑地下有一个针对类似“911事件”的掩体。据推测，这个掩体大约修建于2002年12月，因为当时附近的邻居曾抱怨天文台环路一号内噪音过大。但是副总统发言人伊丽莎白·亚历山大（Elizabeth Alexander）在第二天澄清道，“副总统在他的评论里所描述的并非如新闻报道中所暗示的地下设施，而是一处位于官邸楼上的办公室。据他所知，以前副总统切尼和他助手经常使用那里。”